# 頓涅茨克國際機場
頓涅茨克國際機場，全名為顿涅茨克谢尔盖·普罗科菲耶夫国际机场（羅馬化：Mizhnarodnii aeroport "Donetsk"），是一座位於烏克蘭頓涅茨克的國際機場。機場在40年至50年代建造，在1973年曾經重建，並於2010年代翻修。2014年，由於烏克蘭親俄羅斯武裝衝突發生，機場所有設施被毀，多年後由於戰事持續，機場仍處於停運狀態。

## 名称
原名“顿涅茨克国际机场”，后为纪念在顿涅茨克州出生的作曲家谢尔盖·普罗科菲耶夫而更名。

## 历史

### 2014年以前

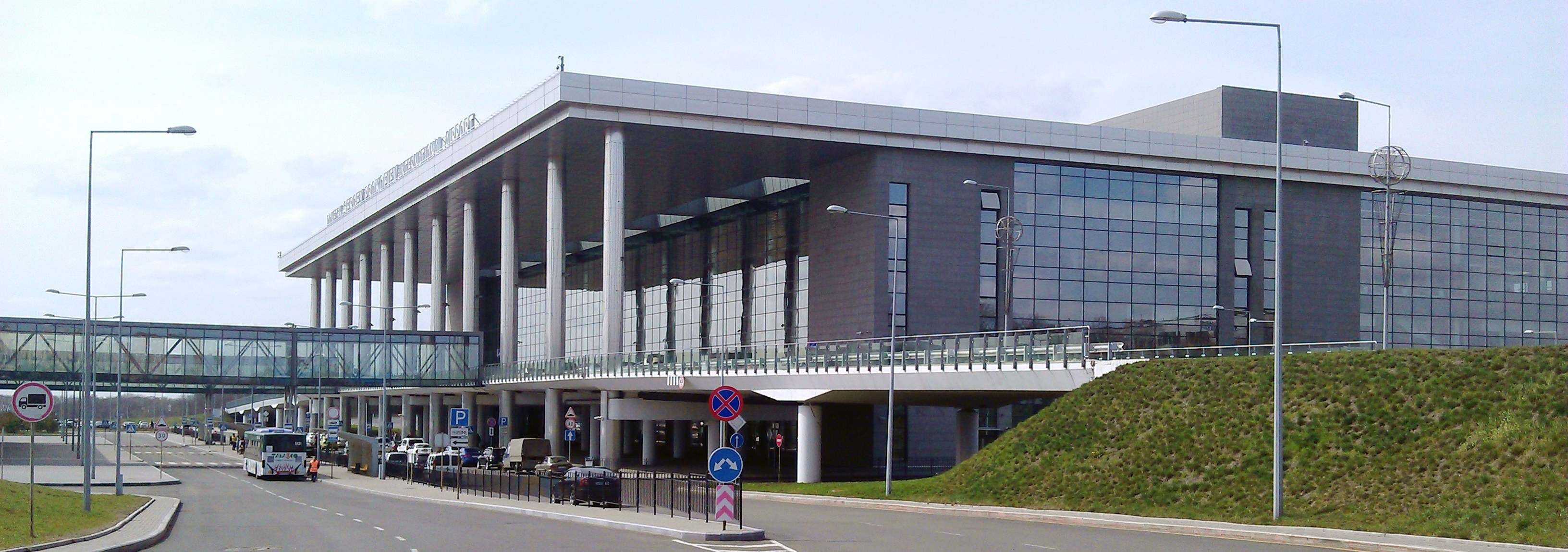
顿巴斯战争前剛剛竣工的主航站楼，但因戰事在投用不久後就無法服務

因烏克蘭共同主辦2012年歐洲足球錦標賽，根据2011年顿涅茨克的计划，乌克兰建筑公司“Altcom”建造了一个由克罗地亚专家开发的新机场航站楼。頓巴斯航空公司的总部位于机场，但于2013年1月停止运营。

### 2014-2015年
2014年5月26日，在彼得·波罗申科赢得2014年烏克蘭總統大选后不久，来自頓涅茨克人民共和國的士兵在俄罗斯雇佣军的幫助下占领了机场。作为回应，乌克兰武装部队对该机场发动了空袭。有两名平民和38名战斗人员死亡，乌克兰军方重新控制了机场。自战斗以来，机场的服务尚未恢复。
2014年10月1日，頓涅茨克人民共和國试图夺回机场。乌克兰政府表示乌克兰军队当晚击退了頓涅茨克人民共和國的進攻。一辆T-64坦克被摧毁，七名顿涅茨克人民共和国士兵被打死。
2015年1月17日，機場方面頓涅茨克人民共和國再次準備進攻，並於之後幾天宣布成功控制了机场。1月21日，乌克兰军队承认机场被顿涅茨克人民共和国方面控制。
在机场的战斗过程中，机场建筑因持续轰炸以及烏克蘭政府軍和頓涅茨克人民共和國之间的反復争夺而遭受破坏。主要航站楼以其坚固的混凝土结构作为守卫机场场地的士兵的驻军和避难所，因此这些建筑物遭到袭击并遭受广泛的结构故障，最明显的是新大楼上的巨大屋顶，倒塌航站楼的夹层等。同样，塔台作为战略瞭望点被双方势力争夺，但最终于2015年1月在第二次顿涅茨克机场战役中倒塌，使機場全毀。

## 航空公司與目的地
所有民航航空公司，例如漢莎航空、柏林航空、俄羅斯航空、杜拜航空等都因武裝衝突而在2014年10月暫停來往頓涅茨克國際機場的航線。而機場及其設施都被戰火徹底摧毀，復用無期。

## 统计数据

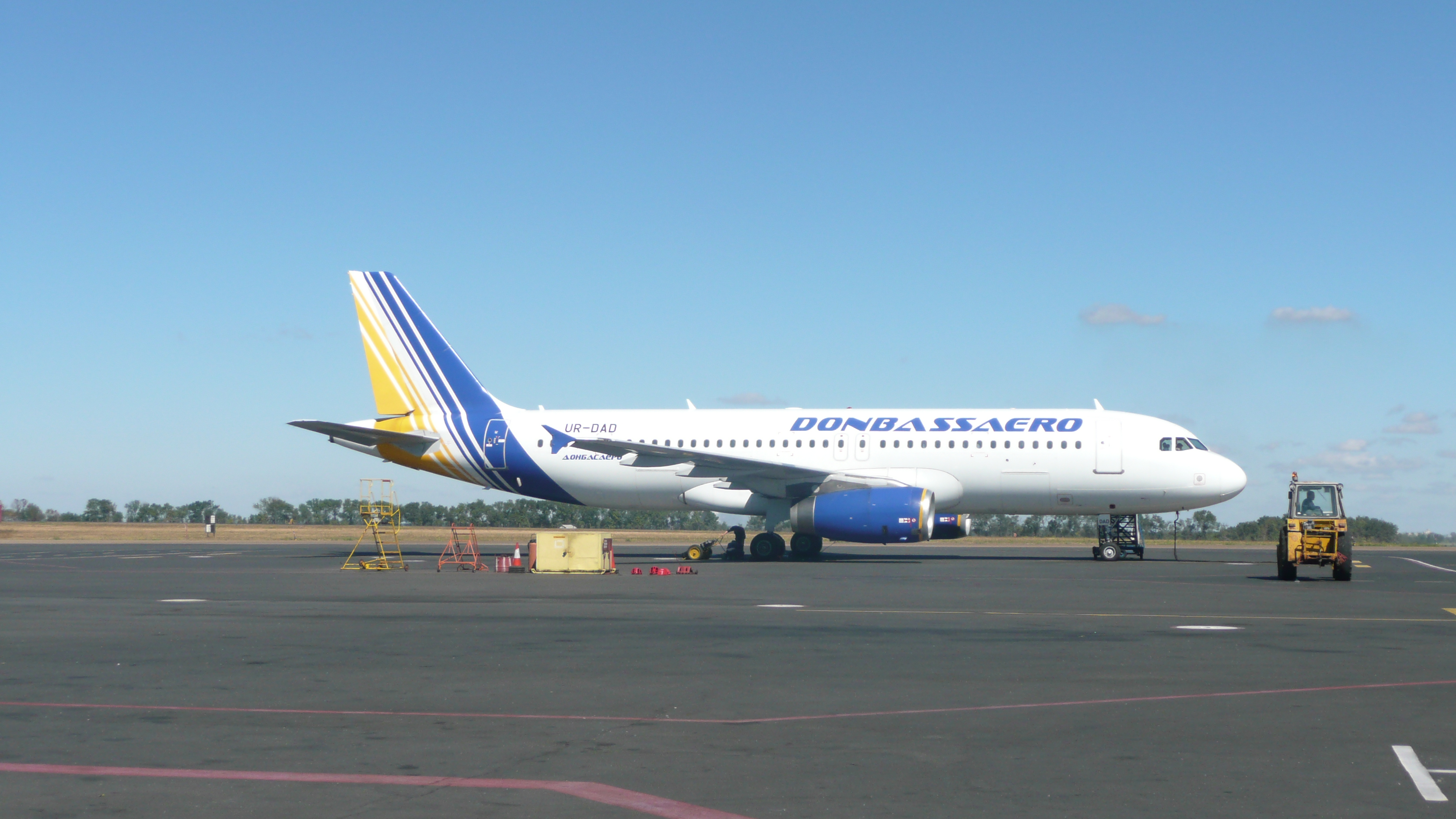
顿巴斯航空的空客A320-200在顿涅茨克国际机场

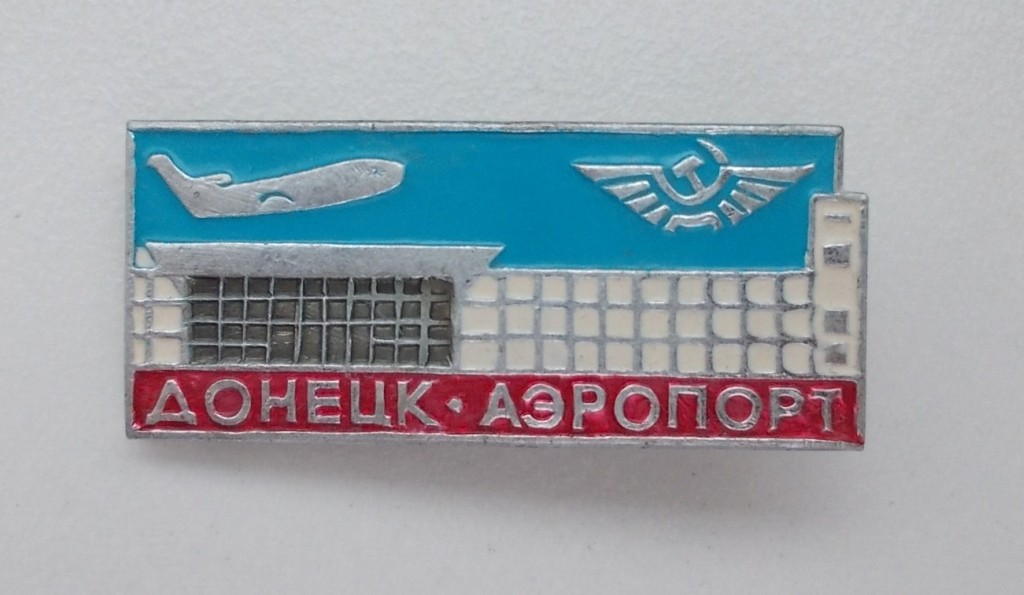
顿涅茨克机场员工的胸针

| 年份 | 乘客人次                          | 与前一年相比的变化 |
| ---- | --------------------------------- | ------------------ |
| 2009 | 0488,100                          | ━                  |
| 2010 | 0612,200                          | ▲025.4%            |
| 2011 | 0829,300                          | ▲035.5%            |
| 2012 | 1,000,000                         | ▲020.6%            |
| 2013 | 1,110,400                         | ▲011.0%            |
| 2014 | 0346,700 (因顿巴斯战争无限期关闭) | ▼068.8%            |
| 2015 | ━                                 | ▼100.0%            |
| 2016 | ━                                 | ━                  |

## 相片

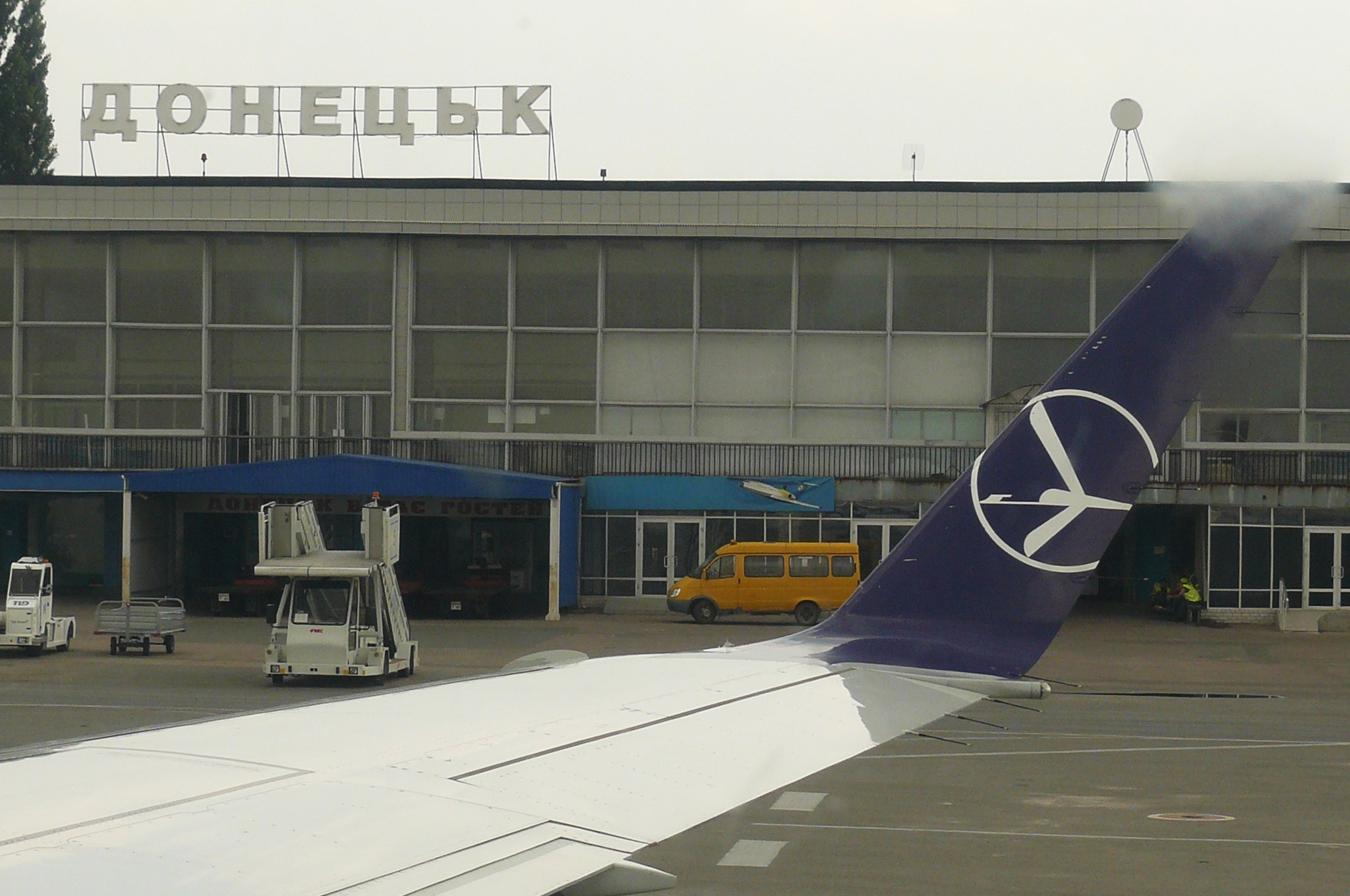
舊客運大樓
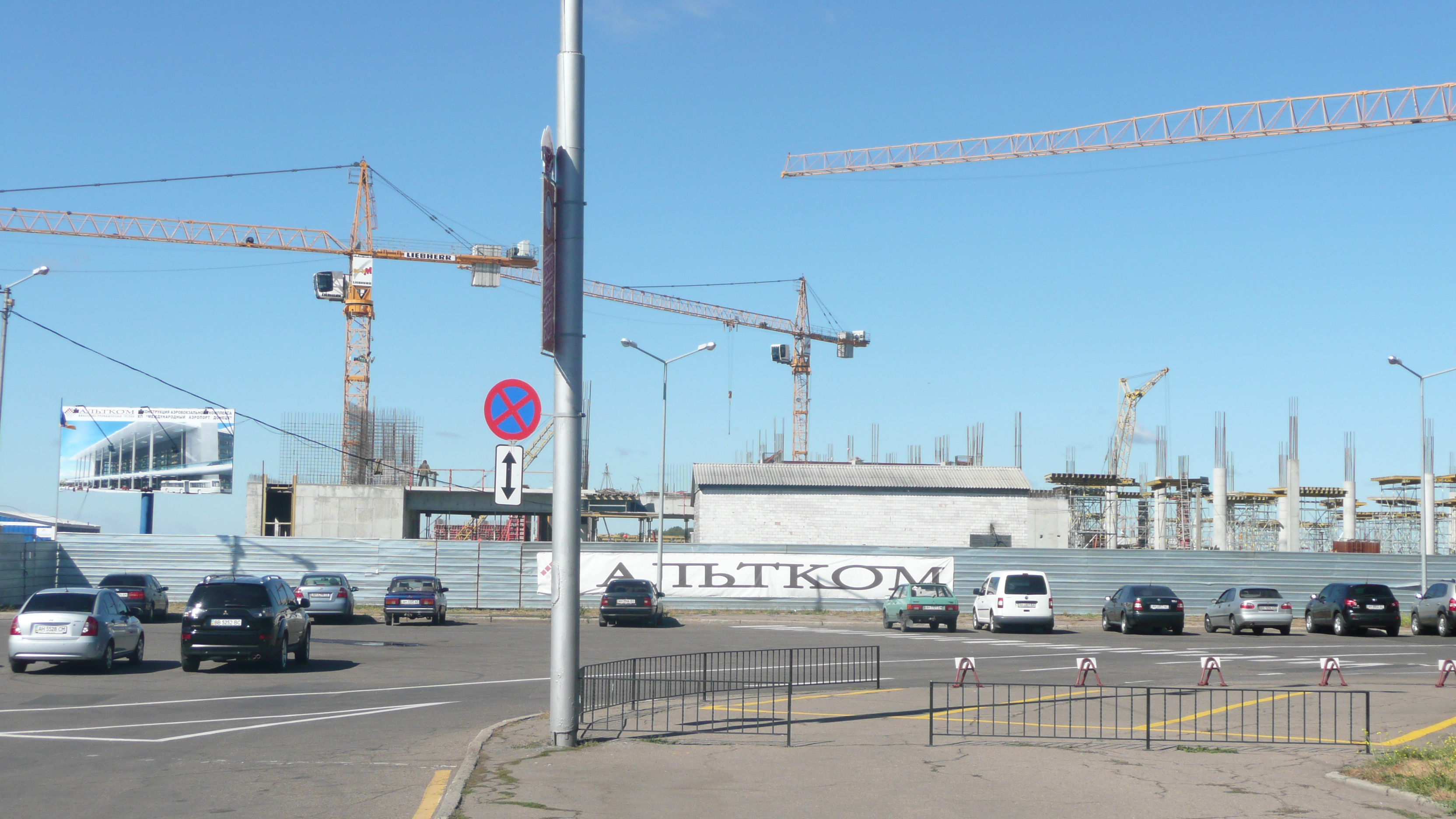
建造中的新客運大樓（2010年）
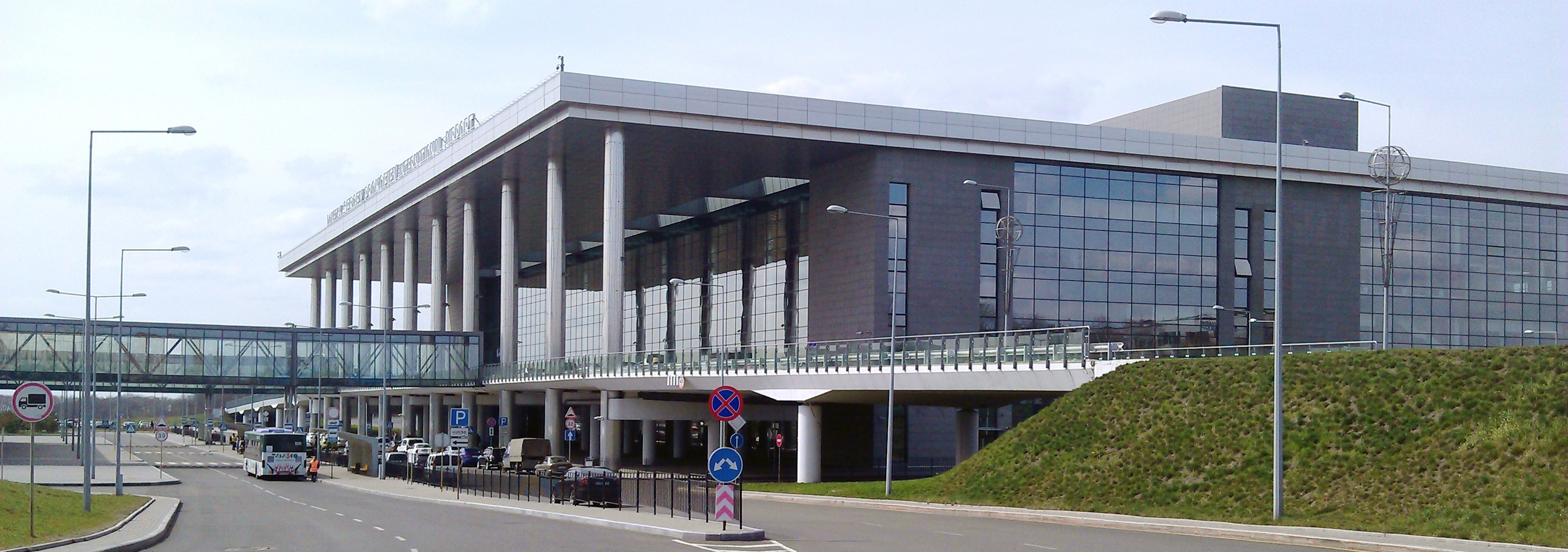
機場客運大樓（戰鬥爆發之前）
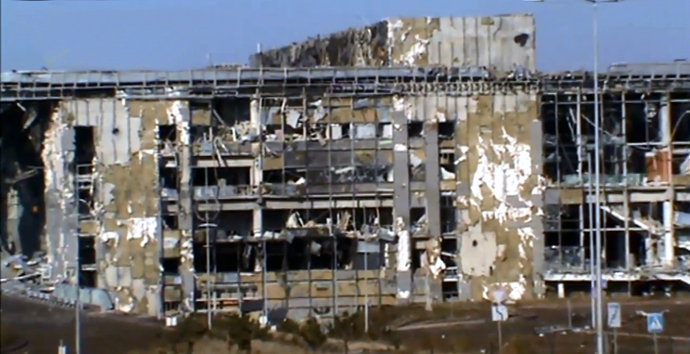
戰後的客運大樓
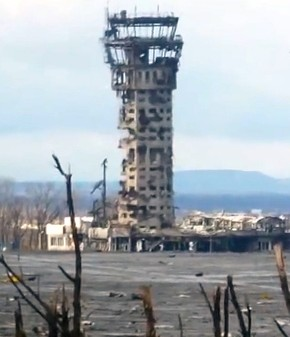
被毀的塔台

## 外部連結
- 頓涅茨克官方遊遊指南（英文）/（乌克兰語）/（俄文）
- 頓涅茨克機場官方網站 （页面存档备份，存于）（英文）/（乌克兰語）/（俄文）
- 機場VIP客運大樓（英文）/（乌克兰語）/（俄文）
- 世界航空数据库中的UKCC机场数据，数据截止日期：2006年10月。來源：DAFIF.
- 在大圆制图人（Great Circle Mapper）上的UKCC机场信息 （来源：DAFIF 2006年10月生效）.
- NOAA/NWS上UKCC机场的即時天氣